# Església del Col·legi Claver
L'Església del Col·legi Claver és una obra racionalista tardana de Lleida (Segrià) inclosa a l'Inventari del Patrimoni Arquitectònic de Catalunya.

## Descripció
El moment en què va projectar-se l'església, el col·legi de novicis ja estava construït, així que el seu emplaçament ja estava determinat. Alguns dels problemes als quals s'enfrontava la construcció eren diversos. Per un costat, calia preparar-se pel dur hivern de la regió i el vent de ponent. Per l'altre, calia idear una entrada on poguessin entrar tres grups de persones diferents a més dels visitants seglars que vinguessin de fora.
L'element definitori de la planta és un mur cec i corbat que tanca l'altar i que es contraposa amb un mur de forma endinsada a on hi ha les finestres. La llum que entra pel presbiteri ha sofert un tractament perquè tingui una gradació de blau a daurat i de menys a més en direcció a la capçalera. La construcció de la planta permet unes condicions acústiques òptimes.
Pel que fa als volums exteriors, estan tractats amb gran sobrietat en correspondència amb les estructures prèvies del noviciat. L'estructura és de maó vist amb relleus i escultures molt significatives. Els elements més resistents són de formigó armat i acer laminat.

## Història
L'església del Noviciat de la Companyia de Jesús, igual que l'església del Convent de la Sagrada Família d'Urgell, és un perfecte exemple d'arquitectura religiosa vinculada a instal·lacions conventuals en un moment en què l'arquitectura religiosa va patir un important sotrac a causa del Concili Vaticà II, que va suposar una revolució en aquest àmbit arquitectònic. A partir dels anys cinquanta, va haver-hi un renaixement amb modificacions en la disposició de la planta així com en la seva organització traduint el missatge de simplicitat, pobresa i proximitat a partir dels materials emprats.
La perspectiva pneumatològica en què s'accentua l'acció de l'Esperit Sant potenciant la imatge teològica del poble de Déu en peregrinació, va tenir una significativa materialització a l'espai sacre. El resultat va ser una església amb un únic altar, la separació de l'altar i el sagrari, un púlpit fixe proper a l'altar, una seu fixe per al celebrant. Amb aquestes modificacions va promoure's una major participació litúrgica amb els fidels.